# Acácio Pereira Magro
Acácio Manuel Pereira Magro (Lisboa, 3 de setembro de 1932 – Lisboa, 6 de abril de 2018) foi um político e académico português. Ocupou diversos cargos em governos portugueses. Lecionou a cadeira de Economia e Gestão na Faculdade de Ciências da Universidade de Lisboa.
A 6 de julho de 1982, foi agraciado com o grau de Comendador da Ordem Civil do Mérito Agrícola e Industrial - Classe do Mérito Industrial.

## Funções governamentais exercidas
- III Governo Constitucional
  - Ministro dos Assuntos Sociais
- IV Governo Constitucional
  - Ministro dos Assuntos Sociais
- V Governo Constitucional
  - Ministro do Comércio e Turismo

## Vida familiar
Filho de Acácio da Vitória Pereira Magro, natural de Vitória (Porto), e de Graça Craveiro Corte-Real, natural de Santiago do Cacém.
Casou a 13 de agosto de 1952, na Igreja de S. Pedro, em Alcântara (Lisboa), com Maria da Conceição Dias de Oliveira Beirão (Lisboa, São Sebastião da Pedreira, 17 de fevereiro de 1933), de quem teve três filhas:
- Maria Eugénia Côrte Real Beirão Magro (Alcântara (Lisboa), 3 de setembro de 1953), casada primeira vez, a 28 de dezembro de 1976, em Lisboa, com José Guilherme de Brito Cortez Pimentel (Lisboa, 31 de julho de 1952), filho de Luís Fernando Cortez Pimentel e de sua mulher Maria de Lourdes Brito e Silva, de quem se divorciou em 1984 e de quem teve um filho - Miguel Magro [de Carvalho] Cortez Pimentel (Lisboa, Campo Grande, 30 de junho de 1981); casada segunda vez a 28 de maio de 1993, em Alcântara (Lisboa), com Luís Manuel Costa Novais dos Reis, de quem teve uma filha - Mariana Magro Novais dos Reis [da Câmara Pestana] (Lisboa, São Domingos de Benfica, 28 de maio de 1992);

- Maria Luísa Corte Real Beirão Magro (Alcântara (Lisboa), 4 de novembro de 1958), casou a 20 de outubro de 1979, na Capela de Santo Amaro (Alcântara), com Matias Conceição Gomes Sanches (Lisboa, Campo Grande, 21 de novembro de 1956), filho de Matias Barroso Gomes Sanches e de Maria do Nascimento Afonso Conceição, ambos naturais de Vila Real de Santo António, de quem teve três filhos:
  - Gonçalo Beirão Magro Gomes Sanches (Lisboa, São Jorge de Arroios, 19 de abril de 1980);
  - Vera Beirão Magro Gomes Sanches (Lisboa, São Jorge de Arroios, 30 de dezembro de 1981);
  - Duarte Beirão Magro Gomes Sanches (Lisboa, São Jorge de Arroios, 14 de julho de 1984);

- Maria Isabel Corte Real Beirão Magro (Alcântara (Lisboa), 1 de maio de 1968), casou a 27 de outubro de 1990, na Capela do Palácio Vale Flor, em Alcântara (Lisboa), com Paulo Jorge Pinto Simões (Lisboa, São Sebastião da Pedreira, 25 de maio de 1965), filho de Virgílio da Conceição Simões e de Marcolina da Conceição Pereira Pinto, ambos naturais de Odivelas, de quem se divorciou e de quem teve duas filhas:
  - Marta Beirão Magro Pinto Simões (Lisboa, São Jorge de Arroios, 1 de maio de 1995);
  - Rita Beirão Magro Pinto Simões (Lisboa, São Jorge de Arroios, 20 de dezembro de 1997).